# Хронологія світових рекордів з плавання на дистанції 100 метрів батерфляєм

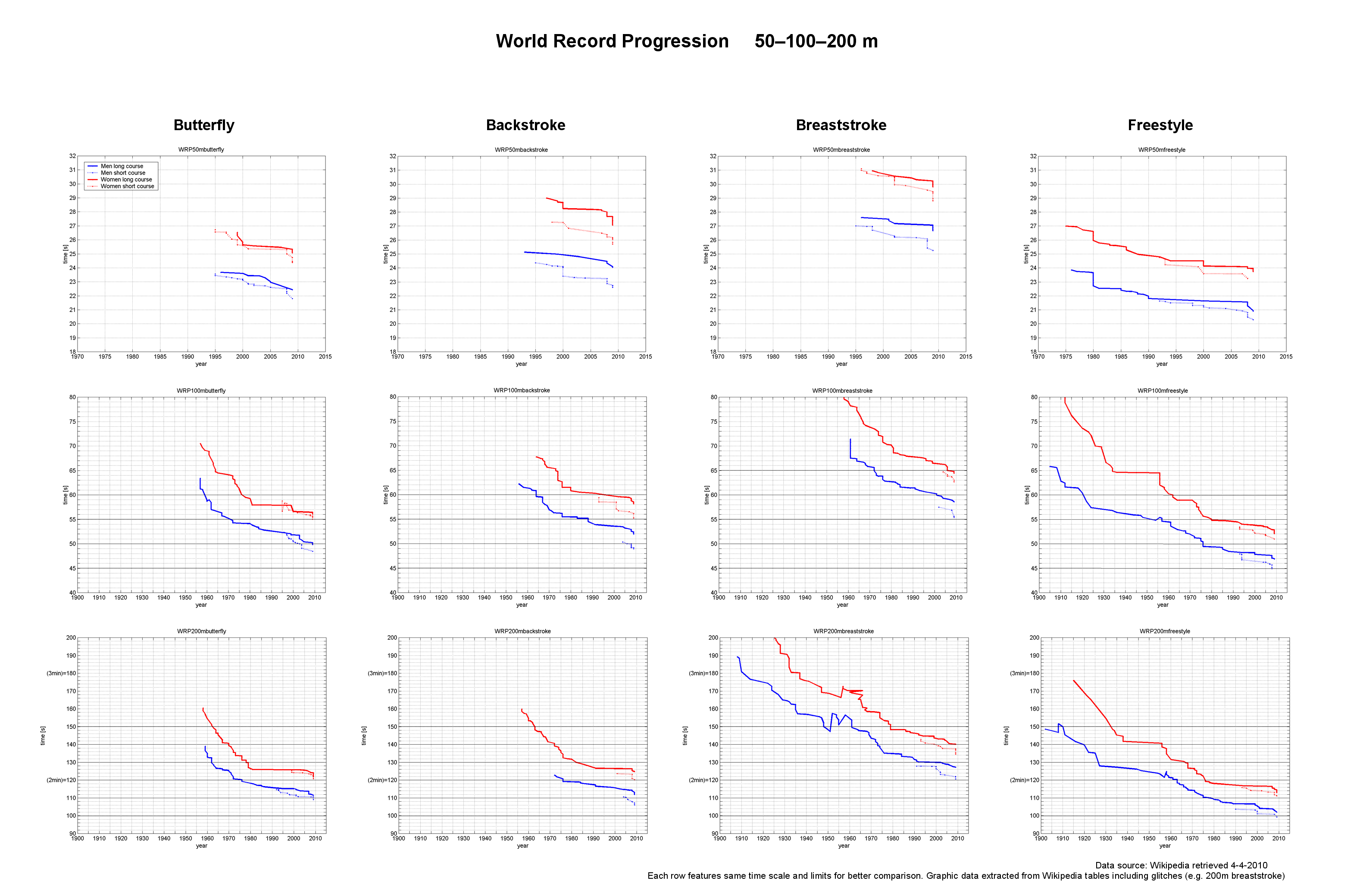
Графіки встановлення світових рекордів з плавання серед чоловіків та жінок на дистанціях 50 м-100 м-200 м на довгій та короткій воді батерфляєм, на спині, брасом і вільним стилем

У цій статті подано хронологію світових рекордів з плавання на дистанції 100 метрів батерфляєм на довгій (50 м) та короткій воді (25 м). Ці рекорди реєструє/визнає Міжнародна федерація плавання (ФІНА), яка наглядає за міжнародними змаганнями з водних видів спорту. Рекорди на довгій воді серед обох статей ФІНА визнала 1957 року, на короткій - 3 березня 1991-го.
Різке поліпшення світових рекордів у 2008/2009 роках збіглося в часі з запровадженням поліуретанових плавальних костюмів фірм Speedo (LZR, 50% поліуретану) 2008 року та Arena (X-Glide), Adidas (Hydrofoil), Jaked (всі зі 100% поліуретану) 2009 року. У січні 2010 ФІНА заборонила плавальні костюми зроблені з будь-якого матеріалу окрім текстилю. Крім того, FINA опублікувала список дозволених плавальних костюмів.

## Чоловіки

### На довгій воді
| Час    | Плавець                    | Дата            | Місце                                                         |
| ------ | -------------------------- | --------------- | ------------------------------------------------------------- |
| 1:03.4 | Дьордь Тумпек              | 26 травня 1957  | Будапешт                                                      |
| 1:01.5 | Ісімото Такасі             | 16 червня 1957  | Куруме (Фукуока) (Японія)                                     |
| 1:01.3 | Ісімото Такасі             | 7 липня 1957    | Токіо                                                         |
| 1:01.2 | Ісімото Такасі             | 6 вересня 1957  | Куруме (Фукуока) (Японія)                                     |
| 1:01.1 | Ісімото Такасі             | 29 червня 1958  | Лос-Анджелес                                                  |
| 1:01.0 | Ісімото Такасі             | 14 вересня 1958 | Коті (Японія)                                                 |
| 59.0   | Ленс Ларсон                | 26 червня 1960  | Лос-Анджелес                                                  |
| 58.7   | Ленс Ларсон                | 24 липня 1960   | Толідо (США)                                                  |
| 58.6   | Фред Шмідт                 | 20 серпня 1961  | Лос-Анджелес                                                  |
| 58.4   | Луїс Ніколао               | 24 квітня 1962  | Ріо-де-Жанейро                                                |
| 57.0   | Луїс Ніколао               | 27 квітня 1962  | Ріо-де-Жанейро                                                |
| 56.29  | Марк Шпіц                  | 31 липня 1967   | Вінніпег                                                      |
| 56.3   | Даґ Расселл                | 29 серпня 1967  | Токіо                                                         |
| 55.7   | Марк Шпіц                  | 7 жовтня 1967   | Західний Берлін, Федеративна Республіка Німеччина (1949—1990) |
| 55.6   | Марк Шпіц                  | 30 серпня 1968  | Лонг-Біч (США)                                                |
| 55.0   | Марк Шпіц                  | 25 серпня 1971  | Х'юстон                                                       |
| 54.72  | Марк Шпіц                  | 4 серпня 1972   | Чикаго                                                        |
| 54.56  | Марк Шпіц                  | 4 серпня 1972   | Чикаго                                                        |
| 54.27  | Марк Шпіц                  | 31 серпня 1972  | Мюнхен, Федеративна Республіка Німеччина (1949—1990)          |
| 54.18  | Джо Баттом                 | 27 серпня 1977  | Східний Берлін, Німецька Демократична Республіка              |
| 54.15  | Пер Арвідссон              | 11 квітня 1980  | Остін (США)                                                   |
| 53.81  | Вільям Паулус              | 3 квітня 1981   | Остін (США)                                                   |
| 53.44  | Метт Ґріббл                | 6 серпня 1983   | Кловіс (США)                                                  |
| 53.38  | Пабло Моралес              | 26 червня 1984  | Індіанаполіс (США)                                            |
| 53.08  | Міхаель Ґрос               | 30 липня 1984   | Лос-Анджелес                                                  |
| 52.84  | Пабло Моралес              | 23 червня 1986  | Орландо (США)                                                 |
| 52.32  | Денис Панкратов            | 23 серпня 1995  | Відень                                                        |
| 52.27  | Денис Панкратов            | 24 липня 1996   | Атланта                                                       |
| 52.15  | Майкл Клім                 | 9 жовтня 1997   | Брисбен                                                       |
| 52.03  | Майкл Клім                 | 10 грудня 1999  | Канберра                                                      |
| 51.81  | Майкл Клім                 | 12 грудня 1999  | Канберра                                                      |
| 51.76  | Сердінов Андрій Вікторович | 25 липня 2003   | Барселона                                                     |
| 51.47  | Майкл Фелпс                | 25 липня 2003   | Барселона                                                     |
| 50.98  | Іян Крокер                 | 26 липня 2003   | Барселона                                                     |
| 50.76  | Іян Крокер                 | 13 липня 2004   | Лонг-Біч (США)                                                |
| 50.40  | Іян Крокер                 | 30 липня 2005   | Монреаль                                                      |
| 50.22  | Майкл Фелпс                | 9 липня 2009    | Індіанаполіс (США)                                            |
| 50.01  | Милорад Чавич              | 31 липня 2009   | Рим                                                           |
| 49.82  | Майкл Фелпс                | 1 серпня 2009   | Рим                                                           |
| 49.50  | Кайлеб Дрессел             | 26 липня 2019   | Кванджу                                                       |
| 49.45  | Кайлеб Дрессел             | 31 липня 2021   | Токіо                                                         |

### На короткій воді
| Час   | Плавець          | Дата              | Місце                      |
| ----- | ---------------- | ----------------- | -------------------------- |
| 52.07 | Марсель Жері     | 1 лютого 1990     | Париж (Франція)            |
| 51.94 | Денис Панкратов  | 4 лютого 1996     | Париж (Франція)            |
| 51.93 | Денис Панкратов  | 5 лютого 1997     | Імперія (Італія)           |
| 51.78 | Денис Панкратов  | 7 лютого 1997     | Париж (Франція)            |
| 51.16 | Майкл Клім       | 22 січня 1998     | Сідней (Австралія)         |
| 51.07 | Майкл Клім       | 22 січня 1998     | Сідней (Австралія)         |
| 51.02 | Джеймс Гікмен    | 14 грудня 1998    | Шеффілд (Велика Британія)  |
| 50.99 | Майкл Клім       | 2 вересня 1999    | Канберра (Австралія)       |
| 50.59 | Ларс Фреландер   | 16 березня 2000   | Афіни (Греція)             |
| 50.44 | Ларс Фреландер   | 17 березня 2000   | Афіни (Греція)             |
| 50.26 | Томас Руппрат    | 14 грудня 2001    | Антверпен (Бельгія)        |
| 50.10 | Томас Руппрат    | 27 січня 2002     | Берлін (Німеччина)         |
| 50.02 | Милорад Чавич    | 12 грудня 2003    | Дублін (Ірландія)          |
| 49.77 | Іян Крокер       | 26 березня 2004   | Іст-Медоу (Нью-Йорк) (США) |
| 49.07 | Іян Крокер       | 26 березня 2004   | Іст-Медоу (Нью-Йорк) (США) |
| 48.99 | Євген Коротишкін | 7 листопада 2009  | Москва (Росія)             |
| 48.48 | Євген Коротишкін | 15 листопада 2009 | Берлін (Німеччина)         |
| 48.44 | Чад ле Клос      | 4 грудня 2014     | Доха (Катар)               |
| 48.08 | Чад ле Клос      | 8 грудня 2016     | Віндзор (Онтаріо) (Канада) |
| 47.78 | Кайлеб Дрессел   | 21 листопада 2020 | Будапешт (Угорщина)        |
| 47.71 | Ное Понті        | 14 грудня 2024    | Будапешт (Угорщина)        |

## Жінки

### На довгій воді
| #  | Час     |    | Ім'я            | Країна     | Дата            | Змагання                                                           | Місце                                                | Пос. |
| -- | ------- | -- | --------------- | ---------- | --------------- | ------------------------------------------------------------------ | ---------------------------------------------------- | ---- |
| 1  | 1:10.5  |    | Аті Ворбей      | Нідерланди | 4 серпня 1957   | -                                                                  | Ренен (Утрехт), Нідерланди                           |      |
| 2  | 1:09.6  |    | Ненсі Ремі      | США        | 28 червня 1958  | -                                                                  | Лос-Анджелес, Сполучені Штати Америки                |      |
| 3  | 1:09.1  |    | Ненсі Ремі      | США        | 2 вересня 1959  | -                                                                  | Чикаго, Сполучені Штати Америки                      |      |
| 4  | 1:08.9  |    | Джен Ендрю      | Австралія  | 2 квітня 1961   | -                                                                  | Токіо, Японія                                        |      |
| 5  | 1:08.8  |    | Мері Стюарт     | Канада     | 12 серпня 1961  | -                                                                  | Філадельфія, Сполучені Штати Америки                 |      |
| 6  | 1:08.2  |    | Сьюзен Дорр     | США        | 12 серпня 1961  | -                                                                  | Філадельфія, Сполучені Штати Америки                 |      |
| 7  | 1:07.3  |    | Мері Стюарт     | Канада     | 28 липня 1962   | -                                                                  | Ванкувер, Канада                                     |      |
| 8  | 1:06.5  |    | Кеті Елліс      | США        | 16 серпня 1963  | -                                                                  | Гай-Пойнт, Сполучені Штати Америки                   |      |
| 9  | 1:06.1  |    | Ада Кок         | Нідерланди | 1 вересня 1963  | -                                                                  | Soestduinen, Нідерланди                              |      |
| 10 | 1:05.1  |    | Ада Кок         | Нідерланди | 30 травня 1964  | -                                                                  | Блекпул, Об'єднане Королівство                       |      |
| 11 | 1:04.7  |    | Шерон Стаудер   | США        | 16 жовтня 1964  | Олімпійські ігри                                                   | Токіо, Японія                                        |      |
| 12 | 1:04.1  |    | Еліс Джонс      | США        | 20 серпня 1970  | AAU Nationals                                                      | Лос-Анджелес, Сполучені Штати Америки                |      |
| 13 | 1:03.9  |    | Маюмі Аокі      | Японія     | 21 липня 1972   | -                                                                  | Токіо, Японія                                        |      |
| 14 | 1:03.8  | пф | Андреа Дьярматі | Угорщина   | 31 серпня 1972  | Олімпійські ігри                                                   | Мюнхен, Федеративна Республіка Німеччина (1949—1990) |      |
| 15 | 1:03.34 |    | Маюмі Аокі      | Японія     | 1 вересня 1972  | Олімпійські ігри                                                   | Мюнхен, Федеративна Республіка Німеччина (1949—1990) |      |
| 16 | 1:03.05 |    | Корнелія Ендер  | НДР        | 14 квітня 1973  | -                                                                  | Східний Берлін, НДР                                  |      |
| 17 | 1:02.31 |    | Корнелія Ендер  | НДР        | 14 липня 1973   | Чемпіонат НДР та відбір на чемпіонат світу                         | Східний Берлін, НДР                                  |      |
| 18 | 1:02.09 | пз | Роземаріе Котер | НДР        | 21 серпня 1974  | Чемпіонат Європи                                                   | Відень, Австрія                                      |      |
| 19 | 1:01.99 |    | Роземаріе Котер | НДР        | 22 серпня 1974  | Чемпіонат Європи                                                   | Відень, Австрія                                      |      |
| 20 | 1:01.88 |    | Роземаріе Котер | НДР        | 1 вересня 1974  | USA vs GDR Dual Meet                                               | Конкорд, Сполучені Штати Америки                     |      |
| 21 | 1:01.33 |    | Корнелія Ендер  | НДР        | 9 червня 1975   | Чемпіонат НДР                                                      | Віттенберг, НДР                                      |      |
| 22 | 1:01.24 |    | Корнелія Ендер  | НДР        | 24 липня 1975   | Чемпіонат світу                                                    | Калі (місто), Колумбія                               |      |
| 23 | 1:00.13 |    | Корнелія Ендер  | НДР        | 4 червня 1976   | Відбіркові змагання до олімпійської збірної НДР і чемпіонат країни | Східний Берлін, НДР                                  |      |
| 23 | 1:00.13 | =  | Корнелія Ендер  | НДР        | 22 липня 1976   | Олімпійські ігри                                                   | Монреаль, Канада                                     |      |
| 24 | 59.78   |    | Крістіане Кнаке | НДР        | 28 серпня 1977  | USA vs GDR Dual Meet                                               | Східний Берлін, НДР                                  |      |
| 25 | 59.46   |    | Андрея Поллак   | НДР        | 3 липня 1978    | Чемпіонат НДР та відбір на чемпіонат світу                         | Східний Берлін, НДР                                  |      |
| 26 | 59.26   |    | Мері Т. Мігер   | США        | 11 квітня 1980  | Весняний чемпіонат США                                             | Остін, Сполучені Штати Америки                       |      |
| 27 | 57.93   |    | Мері Т. Мігер   | США        | 16 серпня 1981  | Чемпіонат США                                                      | Браун-Діер (Вісконсин), Сполучені Штати Америки      |      |
| 28 | 57.88   |    | Дженні Томпсон  | США        | 23 серпня 1999  | Пантихоокеанський чемпіонат з плавання                             | Сідней, Австралія                                    |      |
| 29 | 56.69   |    | Інге де Бройн   | Нідерланди | 27 травня 2000  | Super Speedo Grand Prix                                            | Шеффілд, Велика Британія                             |      |
| 30 | 56.64   |    | Інге де Бройн   | Нідерланди | 27 травня 2000  | PN Senior Regional                                                 | Федерал-Вей (Вашингтон), Сполучені Штати Америки     |      |
| 31 | 56.61   |    | Інге де Бройн   | Нідерланди | 17 вересня 2000 | Олімпійські ігри                                                   | Сідней, Австралія                                    |      |
| 32 | 56.44   | пф | Сара Шестрем    | Швеція     | 26 липня 2009   | Чемпіонат світу                                                    | Рим, Італія                                          |      |
| 33 | 56.06   |    | Сара Шестрем    | Швеція     | 27 липня 2009   | Чемпіонат світу                                                    | Рим, Італія                                          |      |
| 34 | 55.98   |    | Дана Воллмер    | США        | 29 липня 2012   | Олімпійські ігри                                                   | Лондон, Велика Британія                              |      |
| 35 | 55.74   | пф | Сара Шестрем    | Швеція     | 2 серпня 2015   | Чемпіонат світу                                                    | Казань, Росія                                        |      |
| 36 | 55.64   |    | Сара Шестрем    | Швеція     | 3 серпня 2015   | Чемпіонат світу                                                    | Казань, Росія                                        |      |
| 37 | 55.48   |    | Сара Шестрем    | Швеція     | 7 серпня 2016   | Олімпійські ігри                                                   | Ріо-де-Жанейро, Бразилія                             |      |

### На короткій воді
| Час   | Плавчиня          | Дата              | Місце                       |
| ----- | ----------------- | ----------------- | --------------------------- |
| 58.77 | Енджела Кеннеді   | 18 лютого 1995    | Гельзенкірхен (Німеччина)   |
| 58.68 | Лю Лімінь         | 2 грудня 1995     | Ріо-де-Жанейро              |
| 58.29 | Місті Гаймен      | 1 грудня 1996     | Sainte-Foy, Quebec          |
| 58.24 | Аояма Аярі        | 28 березня 1997   | Токіо                       |
| 57.79 | Дженні Томпсон    | 19 квітня 1997    | Гетеборг                    |
| 56.90 | Дженні Томпсон    | 1 грудня 1998     | Колледж-Стейшен (США)       |
| 56.80 | Дженні Томпсон    | 12 лютого 2000    | Париж                       |
| 56.56 | Дженні Томпсон    | 18 березня 2000   | Афіни                       |
| 56.55 | Мартіна Моравцова | 26 січня 2002     | Берлін                      |
| 56.34 | Наталі Коглін     | 22 листопада 2002 | Іст-Медоу (США)             |
| 55.95 | Ліббі Тріккетт    | 28 серпня 2006    | Гобарт (Австралія)          |
| 55.89 | Фелісіті Гелвес   | 13 квітня 2008    | Манчестер (Велика Британія) |
| 55.74 | Ліббі Тріккетт    | 26 квітня 2008    | Канберра (Австралія)        |
| 55.68 | Джесс Скіппер     | 12 серпня 2009    | Гобарт (Австралія)          |
| 55.46 | Фелісіті Гелвес   | 11 листопада 2009 | Стокгольм                   |
| 55.05 | Diane Bui Duyet   | 12 грудня 2009    | Стамбул (Туреччина)         |
| 54.61 | Сара Шестрем      | 7 грудня 2014     | Доха, Катар                 |
| 54.59 | Келсі Воррелл     | 3 грудня 2021     | Ейндговен (Нідерланди)      |
| 54.05 | Меґґі Мак-Ніл     | 18 грудня 2022    | Мельбурн (Австралія)        |

## Найкращі 25 за увесь час

### Чоловіки на довгій воді
- Актуально станом на грудень 2023[4]

| Міс. | Час   | Плавець                | Дата           | Місце          | Пос.   |
| ---- | ----- | ---------------------- | -------------- | -------------- | ------ |
| 1    | 49.45 | Кайлеб Дрессел (USA)   | 31 липня 2021  | Токіо          | [ 5 ]  |
| 2    | 49.68 | Кріштоф Мілак (HUN)    | 31 липня 2021  | Токіо          | [ 5 ]  |
| 3    | 49.82 | Майкл Фелпс (USA)      | 1 серпня 2009  | Рим            |        |
| 4    | 49.95 | Милорад Чавич (SRB)    | 1 серпня 2009  | Рим            |        |
| 5    | 50.14 | Максім Груссе (FRA)    | 29 липня 2023  | Фукуока        | [ 6 ]  |
| 6    | 50.25 | Метью Темпл (AUS)      | 3 грудня 2023  | Токіо          | [ 7 ]  |
| 7    | 50.34 | Джошуа Льєндо (CAN)    | 29 липня 2023  | Фукуока        | [ 6 ]  |
| 8    | 50.39 | Джозеф Скулінг (SGP)   | 3 серпня 2016  | Ріо-де-Жанейро |        |
| 9    | 50.40 | Іян Крокер (USA)       | 30 липня 2005  | Монреаль       |        |
| 9    | 50.40 | Шейн Касас (USA)       | 28 липня 2022  | Ірвайн         | [ 8 ]  |
| 11   | 50.41 | Рафаель Муньйос (ESP)  | 1 серпня 2009  | Рим            |        |
| 12   | 50.46 | Dare Rose (USA)        | 29 липня 2023  | Фукуока        | [ 6 ]  |
| 13   | 50.56 | Чад ле Клос (RSA)      | 8 серпня 2015  | Казань         |        |
| 14   | 50.64 | П'єро Кодіа (ITA)      | 9 серпня 2018  | Глазго         |        |
| 15   | 50.65 | Альберт Субіратс (VEN) | 31 липня 2009  | Рим            |        |
| 16   | 50.67 | Джеймс Ґай (GBR)       | 28 липня 2017  | Будапешт       |        |
| 17   | 50.68 | Максім Руні (USA)      | 2 серпня 2019  | Пало-Альто     |        |
| 18   | 50.74 | Ное Понті (SUI)        | 31 липня 2021  | Токіо          | [ 5 ]  |
| 19   | 50.78 | Джейсон Данфорд (KEN)  | 31 липня 2009  | Рим            |        |
| 19   | 50.78 | Нілс Корстаньє (NED)   | 28 липня 2023  | Фукуока        | [ 9 ]  |
| 21   | 50.80 | Майкл Ендрю (USA)      | 14 травня 2021 | Індіанаполіс   | [ 10 ] |
| 22   | 50.81 | Мідзунума Наокі (JPN)  | 23 червня 2022 | Будапешт       | [ 11 ] |
| 23   | 50.83 | Андрій Мінаков (RUS)   | 27 липня 2019  | Кванджу        |        |
| 24   | 50.85 | Ендрю Лотерстейн (AUS) | 1 серпня 2009  | Рим            |        |
| 24   | 50.85 | Мегді Метелла (FRA)    | 21 квітня 2019 | Ренн           |        |

#### Нотатки
Нижче подано список інших часів, однакових або кращих за 50.85:
- Кайлеб Дрессел проплив ще за 49.50 (2019), 49.66 (2019), 49.71 (2021), 49.76 (2021), 49.86 (2017), 49.87 (2021), 50.01 (2022), 50.07 (2017), 50.08 (2017), 50.17 (2021), 50.20 (2022), 50.28 (2019), 50.36 (2019), 50.39 (2021), 50.50 (2018), 50.75 (2018).
- Милорад Чавич проплив ще за 50.01 (2009), 50.56 (2009), 50.59 (2008), 50.76 (2008).
- Кріштоф Мілак проплив ще за 50.14 (2022, 2022), 50.18 (2021), 50.31 (2021), 50.33 (2022), 50.47 (2021), 50.62 (2017, 2021, 2021), 50.64 (2021), 50.68 (2022), 50.77 (2017), 50.80 (2023).
- Майкл Фелпс проплив ще за 50.22 (2009), 50.45 (2015), 50.48 (2009, 2009), 50.58 (2008), 50.65 (2010), 50.71 (2011), 50.77 (2007).
- Джошуа Льєндо проплив ще за 50.36 (2023), 50.75 (2023), 50.78 (2023).
- Метью Темпл проплив ще за 50.45 (2021), 50.60 (2024), 50.61 (2024), 50.76 (2023), 50.81 (2023).
- Рафаель Муньйос проплив ще за 50.46 (2009), 50.58 (2009), 50.59 (2009), 50.85 (2009).
- Dare Rose проплив ще за 50.53 (2023), 50.74 (2023).
- Шейн Касас проплив ще за 50.56 (2022), 50.80 (2023).
- Максім Груссе проплив ще за 50.61 (2023), 50.62 (2023).
- Чад ле Клос проплив ще за 50.65 (2018).
- Іян Крокер проплив ще за 50.76 (2004), 50.82 (2007).
- Ное Понті проплив ще за 50.76 (2021).
- Джозеф Скулінг проплив ще за 50.78 (2017), 50.83 (2016, 2017).
- Альберт Субіратс проплив ще за 50.79 (2009).
- Джеймс Ґай проплив ще за 50.83 (2017).
- Джейсон Данфорд проплив ще за 50.85 (2009).

### Чоловіки на короткій воді
- Актуально станом на грудень 2023[12]

| Міс. | Час   | Плавець                    | Дата              | Місце     | Пос.   |
| ---- | ----- | -------------------------- | ----------------- | --------- | ------ |
| 1    | 47.78 | Кайлеб Дрессел (USA)       | 21 листопада 2020 | Будапешт  |        |
| 2    | 48.08 | Чад ле Клос (RSA)          | 8 грудня 2016     | Віндзор   |        |
| 3    | 48.47 | Том Шілдс (USA)            | 21 листопада 2020 | Будапешт  |        |
| 3    | 48.47 | Ное Понті (SUI)            | 6 грудня 2023     | Отопень   | [ 13 ] |
| 5    | 48.48 | Євген Коротишкін (RUS)     | 15 листопада 2009 | Берлін    |        |
| 6    | 48.62 | Метью Темпл (AUS)          | 13 грудня 2023    | Аделаїда  | [ 14 ] |
| 7    | 48.64 | Маттео Ріволта (ITA)       | 27 листопада 2021 | Ейндговен | [ 15 ] |
| 8    | 48.94 | Максім Груссе (FRA)        | 5 грудня 2023     | Отопень   | [ 16 ] |
| 9    | 49.03 | Ilya Kharun (CAN)          | 18 грудня 2022    | Мельбурн  | [ 17 ] |
| 10   | 49.06 | Маріус Кюш (GER)           | 5 грудня 2019     | Глазго    |        |
| 11   | 49.07 | Іян Крокер (USA)           | 26 березня 2004   | Іст-Мідоу |        |
| 12   | 49.10 | Coleman Stewart (USA)      | 4 вересня 2021    | Неаполь   |        |
| 13   | 49.13 | Simone Stefanì (ITA)       | 1 грудня 2021     | Риччоне   |        |
| 14   | 49.18 | Марцін Цесляк (POL)        | 21 листопада 2020 | Будапешт  |        |
| 15   | 49.19 | Милорад Чавич (SRB)        | 12 грудня 2008    | Рієка     |        |
| 16   | 49.21 | Адам Барретт (GBR)         | 7 грудня 2016     | Віндзор   |        |
| 16   | 49.21 | Андрій Мінаков (RUS)       | 18 грудня 2021    | Абу-Дабі  | [ 18 ] |
| 18   | 49.22 | Томое Дзенімото Гвас (NOR) | 2 листопада 2021  | Казань    | [ 19 ] |
| 19   | 49.23 | Штеффен Дайблер (GER)      | 15 листопада 2009 | Берлін    |        |
| 20   | 49.25 | Li Zhuhao (CHN)            | 13 грудня 2018    | Ханчжоу   |        |
| 21   | 49.31 | Девід Морган (AUS)         | 8 грудня 2016     | Віндзор   |        |
| 22   | 49.33 | Ласло Чех (HUN)            | 3 грудня 2015     | Нетанья   |        |
| 23   | 49.39 | Зімон Бухер (AUT)          | 18 грудня 2022    | Мельбурн  | [ 17 ] |
| 24   | 49.44 | Кайо де Алмейда (BRA)      | 11 листопада 2009 | Стокгольм |        |
| 25   | 49.45 | Мегді Метелла (FRA)        | 13 грудня 2018    | Ханчжоу   |        |

#### Нотатки
Нижче подано список інших часів, однакових або кращих за 49.45:
- Чад ле Клос проплив ще за 48.44 (2014), 48.45 (2020), 48.50 (2018), 48.56 (2014), 48.58 (2022), 48.59 (2014, 2022), 48.66 (2016), 48.70 (2014), 48.74 (2014), 48.82 (2012), 48.85 (2022), 48.95 (2014), 48.98 (2022), 48.99 (2014), 49.01 (2013, 2016), 49.03 (2021), 49.04 (2021), 49.05 (2013, 2016), 49.08 (2013), 49.09 (2017), 49.13 (2017), 49.14 (2013, 2016, 2020), 49.15 (2019), 49.18 (2017), 49.22 (2018), 49.26 (2016), 49.27 (2021), 49.33 (2020), 49.34 (2013, 2019), 49.35 (2016), 49.39 (2020), 49.41 (2013), 49.45 (2016).
- Кайлеб Дрессел проплив ще за 48.53 (2021), 48.71 (2018, 2021), 48.92 (2020), 49.02 (2020), 49.03 (2021), 49.10 (2019), 49.16 (2019), 49.23 (2021), 49.33 (2020), 49.35 (2020).
- Ное Понті проплив ще за 48.61 (2023), 48.81 (2022), 49.07 (2022), 49.25 (2022), 49.38 (2021).
- Том Шілдс проплив ще за 48.63 (2015), 48.67 (2021), 48.78 (2021), 48.80 (2013), 48.83 (2021), 48.88 (2021), 48.90 (2021), 48.94 (2020), 48.99 (2014, 2021), 49.00 (2014), 49.01 (2013, 2020), 49.02 (2014), 49.03 (2021), 49.04 (2016), 49.16 (2013), 49.17 (2020), 49.20 (2021), 49.23 (2014), 49.30 (2020), 49.32 (2013, 2014), 49.36 (2021), 49.39 (2019), 49.45 (2013), 49.46 (2021), 49.47 (2021).
- Маттео Ріволта проплив ще за 48.87 (2021), 49.05 (2021), 49.07 (2021, 2022), 49.32 (2022), 49.43 (2022).
- Євген Коротишкін проплив ще за 48.93 (2009), 48.99 (2009), 49.43 (2013).
- Маріус Кюш проплив ще за 49.12 (2022), 49.20 (2022).
- Максім Груссе проплив ще за 49.24 (2023).
- Метью Темпл проплив ще за 49.32 (2020).
- Li Zhuhao проплив ще за 49.36 (2018).

### Жінки на довгій воді
- Актуально станом на березень 2024[20]

| Міс. | Час   | Плавчиня              | Дата            | Місце          | Пос.   |
| ---- | ----- | --------------------- | --------------- | -------------- | ------ |
| 1    | 55.48 | Сара Шестрем (SWE)    | 7 серпня 2016   | Ріо-де-Жанейро |        |
| 2    | 55.59 | Меґґі Мак-Ніл (CAN)   | 26 липня 2021   | Токіо          | [ 21 ] |
| 3    | 55.62 | Чжан Юйфей (CHN)      | 29 вересня 2020 | Циндао         |        |
| 4    | 55.64 | Торрі Гаск (USA)      | 19 червня 2022  | Будапешт       | [ 22 ] |
| 5    | 55.72 | Емма Маккеон (AUS)    | 26 липня 2021   | Токіо          | [ 21 ] |
| 6    | 55.98 | Дана Воллмер (USA)    | 29 липня 2012   | Лондон         |        |
| 7    | 56.07 | Лю Цзиге (CHN)        | 18 жовтня 2009  | Цзінань        |        |
| 8    | 56.08 | Ікее Рікако (JPN)     | 9 серпня 2018   | Токіо          |        |
| 9    | 56.11 | Анґеліна Келер (GER)  | 11 лютого 2024  | Доха           | [ 23 ] |
| 10   | 56.14 | Марі Ваттель (FRA)    | 19 червня 2022  | Будапешт       | [ 22 ] |
| 11   | 56.20 | Клер Курзан (USA)     | 10 квітня 2021  | Кері           | [ 24 ] |
| 12   | 56.22 | Луїс Ганссон (SWE)    | 26 липня 2021   | Токіо          | [ 21 ] |
| 13   | 56.23 | Джесс Скіппер (AUS)   | 27 липня 2009   | Рим            |        |
| 14   | 56.34 | Gretchen Walsh (USA)  | 29 червня 2023  | Індіанаполіс   | [ 25 ] |
| 15   | 56.36 | Реган Сміт (USA)      | 7 березня 2024  | Вестмонт       | [ 26 ] |
| 16   | 56.37 | Келсі Воррелл (USA)   | 24 липня 2017   | Будапешт       |        |
| 17   | 56.43 | Кейт Дуглас (USA)     | 29 червня 2023  | Індіанаполіс   | [ 25 ] |
| 18   | 56.46 | Пенні Олексяк (CAN)   | 7 серпня 2016   | Ріо-де-Жанейро |        |
| 19   | 56.51 | Джанетт Оттесен (DEN) | 18 серпня 2014  | Берлін         |        |
| 20   | 56.61 | Інге де Бройн (NED)   | 17 вересня 2000 | Сідней         |        |
| 20   | 56.61 | Чень Сіньї (CHN)      | 23 вересня 2014 | Інчхон         |        |
| 22   | 56.69 | Марлен Велдгойс (NED) | 16 квітня 2009  | Амстердам      |        |
| 23   | 56.73 | Ліббі Тріккетт (AUS)  | 11 серпня 2008  | Пекін          |        |
| 24   | 56.76 | Лу Ін (CHN)           | 7 серпня 2016   | Ріо-де-Жанейро |        |
| 25   | 56.85 | Алісія Кауттс (AUS)   | 28 липня 2012   | Лондон         |        |

#### Нотатки
Нижче подано список інших часів, однакових або кращих за 56.85:
- Сара Шестрем пропливла ще за 55.53 (2017), 55.64 (2015), 55.68 (2016), 55.74 (2015), 55.76 (2017), 55.77 (2017), 55.84 (2016), 55.89 (2016), 55.95 (2016), 55.96 (2017), 56.04 (2015), 56.06 (2009), 56.12 (2016), 56.18 (2021), 56.20 (2017), 56.22 (2019), 56.23 (2018), 56.26 (2016, 2017), 56.29 (2018, 2019), 56.32 (2017), 56.35 (2018), 56.37 (2016), 56.38 (2016), 56.40 (2021), 56.42 (2019), 56.44 (2009), 56.45 (2019, 2019), 56.46 (2018), 56.47 (2015), 56.50 (2014, 2014), 56.52 (2014), 56.53 (2013, 2014, 2017), 56.57 (2018), 56.58 (2015), 56.62 (2018), 56.66 (2018), 56.69 (2019), 56.70 (2022), 56.71 (2020), 56.72 (2016), 56.76 (2009), 56.77 (2018), 56.78 (2019), 56.79 (2012), 56.83 (2018).
- Чжан Юйфей пропливла ще за 55.64 (2021), 55.73 (2021), 55.82 (2021), 55.86 (2023), 55.89 (2021), 55.96 (2021), 56.06 (2021, 2023), 56.12 (2023), 56.13 (2023), 56.18 (2021), 56.20 (2023), 56.24 (2021), 56.29 (2020), 56.40 (2021, 2023), 56.41 (2022), 56.42 (2021), 56.47 (2020), 56.48 (2023), 56.49 (2022), 56.56 (2022), 56.58 (2023), 56.68 (2020), 56.74 (2023), 56.85 (2023).
- Торрі Гаск пропливла ще за 55.66 (2021), 55.73 (2021), 55.78 (2021), 56.13 (2024), 56.18 (2023), 56.21 (2023), 56.28 (2022), 56.29 (2021, 2022), 56.51 (2021), 56.61 (2023), 56.69 (2021, 2021), 56.76 (2023), 56.82 (2022), 56.84 (2023).
- Емма Маккеон пропливла ще за 55.82 (2021), 55.93 (2021), 56.18 (2017), 56.23 (2017), 56.33 (2021), 56.36 (2020), 56.38 (2022), 56.40 (2024), 56.44 (2021), 56.54 (2018), 56.61 (2018, 2019), 56.65 (2021), 56.69 (2020), 56.74 (2023), 56.78 (2018), 56.81 (2016, 2017, 2021), 56.82 (2021), 56.85 (2019).
- Меґґі Мак-Ніл пропливла ще за 55.83 (2019), 56.14 (2021), 56.19 (2021), 56.36 (2022), 56.45 (2023), 56.52 (2019), 56.54 (2023), 56.55 (2021), 56.56 (2021), 56.70 (2021), 56.78 (2023).
- Марі Ваттель пропливла ще за 56.16 (2021), 56.27 (2021), 56.80 (2022, 2022).
- Ікее Рікако пропливла ще за 56.23 (2018), 56.30 (2018), 56.38 (2018), 56.40 (2018), 56.58 (2018).
- Дана Воллмер пропливла ще за 56.25 (2012), 56.36 (2012), 56.42 (2012), 56.47 (2011), 56.50 (2012), 56.56 (2016), 56.59 (2012), 56.63 (2016).
- Анґеліна Келер пропливла ще за 56.28 (2024), 56.41 (2024).
- Клер Курзан пропливла ще за 56.35 (2022), 56.43 (2021, 2021), 56.61 (2020, 2023, 2024), 56.74 (2022), 56.76 (2023), 56.81 (2021).
- Келсі Воррелл пропливла ще за 56.44 (2017, 2018), 56.48 (2016), 56.56 (2021), 56.74 (2017), 56.80 (2021), 56.83 (2018), 56.84 (2016).
- Луїс Ганссон пропливла ще за 56.48 (2022), 56.66 (2022), 56.73 (2021, 2021).
- Кейт Дуглас пропливла ще за 56.56 (2021).
- Реган Сміт пропливла ще за 56.60 (2023).
- Інге де Бройн пропливла ще за 56.64 (2000), 56.69 (2000).
- Пенні Олексяк пропливла ще за 56.73 (2016).
- Gretchen Walsh пропливла ще за 56.73 (2023), 56.78 (2024), 56.85 (2023).
- Ліббі Тріккетт пропливла ще за 56.81 (2008).
- Чень Сіньї пропливла ще за 56.82 (2016).
- Джанетт Оттесен пропливла ще за 56.83 (2016).

### Жінки на короткій воді
- Актуально станом на грудень 2023[27]

| Міс. | Час   | Плавчиня                  | Дата              | Місце           | Пос.   |
| ---- | ----- | ------------------------- | ----------------- | --------------- | ------ |
| 1    | 54.05 | Меґґі Мак-Ніл (CAN)       | 18 грудня 2022    | Мельбурн        | [ 28 ] |
| 2    | 54.59 | Келсі Воррелл (USA)       | 3 грудня 2021     | Ейндговен       | [ 29 ] |
| 3    | 54.61 | Сара Шестрем (SWE)        | 7 грудня 2014     | Доха            |        |
| 4    | 54.75 | Торрі Гаск (USA)          | 18 грудня 2022    | Мельбурн        | [ 28 ] |
| 5    | 54.87 | Луїс Ганссон (SWE)        | 18 грудня 2022    | Мельбурн        | [ 28 ] |
| 6    | 55.05 | Diane Bui Duyet (FRA)     | 12 грудня 2009    | Стамбул         |        |
| 7    | 55.10 | Джанетт Оттесен (DEN)     | 11 грудня 2015    | Індіанаполіс    |        |
| 8    | 55.12 | Катінка Хоссу (HUN)       | 11 грудня 2016    | Віндзор         |        |
| 9    | 55.25 | Лу Ін (CHN)               | 7 грудня 2014     | Доха            |        |
| 10   | 55.30 | Алісія Кауттс (AUS)       | 9 листопада 2013  | Токіо           |        |
| 11   | 55.31 | Ікее Рікако (JPN)         | 11 листопада 2018 | Токіо           |        |
| 12   | 55.32 | Беріль Гастальделло (FRA) | 15 листопада 2020 | Будапешт        |        |
| 13   | 55.39 | Емма Маккеон (AUS)        | 26 жовтня 2019    | Будапешт        |        |
| 13   | 55.39 | Клер Курзан (USA)         | 21 грудня 2021    | Абу-Дабі        | [ 30 ] |
| 15   | 55.43 | Фелісіті Гелвес (AUS)     | 19 грудня 2010    | Дубай           |        |
| 16   | 55.46 | Чжан Юйфей (CHN)          | 29 жовтня 2022    | Пекін           | [ 31 ] |
| 17   | 55.50 | Анґеліна Келер (GER)      | 9 грудня 2023     | Отопень         | [ 32 ] |
| 18   | 55.53 | Тереза Альсгаммар (SWE)   | 6 листопада 2010  | Стокгольм       |        |
| 19   | 55.59 | Дана Воллмер (USA)        | 30 жовтня 2010    | Берлін          |        |
| 20   | 55.63 | Аріна Суркова (RUS)       | 25 листопада 2023 | Санкт-Петербург | [ 33 ] |
| 21   | 55.64 | Анастасія Шкурдай (BLR)   | 1 листопада 2020  | Будапешт        |        |
| 22   | 55.68 | Джесс Скіппер (AUS)       | 12 серпня 2009    | Гобарт          |        |
| 23   | 55.69 | Madeline Banic (USA)      | 1 листопада 2020  | Будапешт        |        |
| 24   | 55.71 | Франческа Голсолл (GBR)   | 18 грудня 2009    | Манчестер       |        |
| 25   | 55.72 | Марі Ваттель (FRA)        | 21 листопада 2020 | Будапешт        |        |

#### Нотатки
Нижче подано список інших часів, однакових або кращих за 55.72:
- Меґґі Мак-Ніл пропливла ще за 54.78 (2022), 55.04 (2021), 55.30 (2021), 55.45 (2021).
- Келсі Воррелл пропливла ще за 54.84 (2018), 55.01 (2018), 55.21 (2018), 55.22 (2016, 2021), 55.35 (2019), 55.40 (2021), 55.49 (2016), 55.54 (2021), 55.55 (2020), 55.63 (2021), 55.64 (2020), 55.72 (2020).
- Сара Шестрем пропливла ще за 54.91 (2018), 54.96 (2018), 55.00 (2017), 55.03 (2015), 55.07 (2017), 55.13 (2014), 55.32 (2017), 55.35 (2020), 55.37 (2020), 55.44 (2020), 55.55 (2017), 55.60 (2017), 55.70 (2017).
- Луїс Ганссон пропливла ще за 55.02 (2022), 55.26 (2021), 55.33 (2022), 55.37 (2023), 55.42 (2021), 55.49 (2021), 55.67 (2021, 2022), 55.74.
- Торрі Гаск пропливла ще за 55.23 (2022).
- Емма Маккеон пропливла ще за 55.63 (2021), 55.66 (2021).
- Клер Курзан пропливла ще за 55.64 (2021).